# Okkadu
Okkadu (telugu: ఒక్క డు) to tollywoodzki film wyreżyserowany w 2003 roku przez Gunasekhara, autora Arjun, Sainikudu. W rolach głównych Mahesh Babu, Bhoomika Chawla, i Prakash Raj. Muzykę skomponował Mani Sharma. Film był kręcony w większości w Andhra Pradesh, w Hajdarabadzie (w okolicy Charminar).

## Fabuła
Ajay (Mahesh Babu) mieszka w Hajdarabadzie, niedaleko meczetu Charminar. Zależny od rodziny. Unikający konfrontacji z oczekującym od niego sukcesu ojcem, oficerem policji. Chroniony przed jego atakami przez zapatrzoną w niego matkę. Droczący się z młodszą siostrzyczką. Pogodny. Zuchwały w walkach ulicznych „gangów”. Jego pasją jest gra w kabaddi. Jedzie właśnie ze swoją drużyną na międzystanowe zawody w kabaddi do Kurnool. Mają wystąpić w imieniu Andhra Pradesh przeciwko Pendżabowi. Tuż przed zawodami Ajay jest świadkiem, jak mężczyzna porywa płaczącą dziewczynę (Bhoomika Chawla). Ratuje ją, narażając się na pościg bandytów z całego miasta. Okazuje się, że zadarł z groźnym gangsterem Obulem Reddy (Prakash Raj), zmuszającym Swapnę do ślubu wbrew jej woli. Ajay ukrywa Swapnę we własnym domu w Hajdarabadzie. Poszukiwany przez gangsterów i współpracującą z nimi policję próbuje zdobyć dla dziewczyny paszport i wizę, aby wysłać ją do wuja do USA. Nie zauważa, że Swapna woli już dzielone z nim niebezpieczeństwo niż spokojne życie bez niego.

## Motywy kina indyjskiego
- Ajay gra ze swoimi kumplami w kabaddi, grę polegającą na tym, aby mówiąc cały czas słowo „kabaddi” dotknąwszy jak największej ilości przeciwników osiągnąć linię, mimo że wszyscy z drużyny przeciwnej próbują powstrzymać zawodnika. Bierze udział w zawodach. Wśród kibiców znajduje się cała jego rodzina. Ojciec liczy, że Ajay wygra w finale. Jedzie na zawody międzystanowe walczyć w imieniu Andhra Pradesh z Pendżabem. Motyw kabaddi można też zobaczyć m.in. w – Yuva, czy Pardes.
- Ojciec Ajaya uważa, że syn go zawiódł. Zrezygnował ze studiów, włóczy się po ulicach z kumplami wdając się w bójki. Jedyną nadzieję pokłada w jego pasji do kabaddi. Liczy, że wsławi on swoje miasto wygrywając w międzystanowych zawodach. Jako oficer policji jest wśród ścigających go za „porwanie” Swapny. Niemniej w decydującym momencie rozgrywki syna z gangsterem Obulem wierzy w wygraną syna. Motyw dramatycznej relacji ojca z synem – też m.in. w – Aa Ab Laut Chalen, Czasem słońce, czasem deszcz, Devdas, Ogrodnik, Eklavya: The Royal Guard, Sarkar, czy Moksha: Salvation.
- Ajay ze Swapną są ścigani w Hajdarabadzie zarówno przez policję, jak i gangsterów. Udaje im się zniknąć w tłumie idących na piątkową modlitwę muzułmanów. Pomagają im w ucieczce ostrzegające przez komórkę głosy przyjaciół śledzących ruchy ścigających z góry. Motyw pościgu w mieście – m.in. Darr, Company, Shootout at Lokhandwala, Wojownik, Kaaka Kaaka, Yeh Dil, Taxi Number 9211, Black Friday, Varsham, czy Nijam.
- Ajay mieszka z rodziną na Starówce Hajdarabadu. W uliczkach miasta bierze udział w walkach „gangów ulicznych”. Z tarasu jego domu widać meczet Charminar, w którym potem ukrywa się ze Swapną, z dachu, którego marzy zasłuchany w śpiewaną przez nią piosenkę. Hajdarabad jest tłem m.in. takich filmów jak: Yeh Dil, Nijam, Athadu, Wojownik, Happy, Sainikudu, czy Yogi.
- Miasto jest podzielony na strefy wpływów młodzieżowych „gangów”. Zaczepiają siebie, walczą ze sobą, ścigane przez policję udają zgodę między sobą. Podobny motyw walki gangów młodzieży pojawia się w filmie z Shah Rukh Khanem Josh.
- Gangster Obul Reddy chcąc wymusić na rodzinie ślub ze Swapną zabija jej brata. Rozpacz rodziny. Krzyk płaczącego ojca „to on powinien podpalić mój stos pogrzebowy, a nie ja jego”. Płonie ciało w otoczeniu zbolałej rodziny. Motyw pogrzebu hinduskiego też m.in. w – Rang De Basanti, Czasem słońce, czasem deszcz, Wojownik, Coś się dzieje, Baazigar, Anniyan, Viruddh... Family Comes First, Humko Tumse Pyaar Hai., Mujhse Dosti Karoge!, Aaja Nachle, Varsham.
- Wściekły z powodu porwania dziewczyny gangster Obul Reddy wzywa na pomoc swojego brata premiera, który wygrał wybory dzięki wsparciu rodzinnej mafii. Motyw powiązań polityków z gangsterami też m.in. w – Apaharan, Calcutta Mail, Lajja, Sainikudu, Yuva, Athadu, Dum, Tumko Na Bhool Paayenge, czy Company.

## Obsada
- Mahesh Babu – Ajay – Nagroda Filmfare dla Najlepszego Aktora (telugu)
- Bhoomika Chawla – Swapna
- Mukesh Rishi – oficer policji (ojciec Ajaya)
- Prakash Raj – Obul Reddy
- Geetha – matka Ajaya

## Muzyka
Muzykę skomponował Mani Sharma. Piosenki do tekstów Sirivennela.
- Hare rama (Shankar Mahadevan)
- Nuvvemmaya Chesavokaani (Shreya Ghosal)
- Sahasam Swasaga (Mallikharjun)
- Cheppave Chirugaali (Sujitha i Udit Narayan)
- Hai re hai (Karthik i K. S. Chitra)
- Atharintiki (Hariharan, Shreya Ghosal i Priya sisters)